# Giải vô địch bóng đá trong nhà châu Á 1999
Giải vô địch bóng đá trong nhà châu Á 1999 được tổ chức ở Kuala Lumpur, Malaysia từ ngày 5 tháng 3 đến ngày 10 tháng 3 năm 1999.

## Bốc thăm
| Bảng A                                              | Bảng B                                        |
| --------------------------------------------------- | --------------------------------------------- |
| Iran · Thái Lan · Hàn Quốc · Kyrgyzstan · Singapore | Malaysia · Nhật Bản · Uzbekistan · Kazakhstan |

## Vòng bảng

### Bảng A
| Đội        | Tr | T | H | B | BT | BB | HS  | Đ  |
| ---------- | -- | - | - | - | -- | -- | --- | -- |
| Iran       | 4  | 4 | 0 | 0 | 76 | 4  | +72 | 12 |
| Hàn Quốc   | 4  | 2 | 1 | 1 | 24 | 15 | +9  | 7  |
| Thái Lan   | 4  | 2 | 0 | 2 | 43 | 22 | +21 | 6  |
| Kyrgyzstan | 4  | 1 | 1 | 2 | 18 | 45 | −27 | 4  |
| Singapore  | 4  | 0 | 0 | 4 | 5  | 80 | −75 | 0  |

| Kyrgyzstan | 2 – 2 | Hàn Quốc |
| ---------- | ----- | -------- |
|            |       |          |

| Singapore | 0 – 21 | Thái Lan |
| --------- | ------ | -------- |
|           |        |          |

| Singapore | 5 – 9 | Kyrgyzstan |
| --------- | ----- | ---------- |
|           |       |            |

| Hàn Quốc | 5 – 4 | Thái Lan |
| -------- | ----- | -------- |
|          |       |          |

| Kyrgyzstan | 0 – 21 | Iran |
| ---------- | ------ | ---- |
|            |        |      |

| Hàn Quốc | 14 – 0 | Singapore |
| -------- | ------ | --------- |
|          |        |           |

| Iran | 36 – 0 | Singapore |
| ---- | ------ | --------- |
|      |        |           |

| Thái Lan | 17 – 7 | Kyrgyzstan |
| -------- | ------ | ---------- |
|          |        |            |

| Iran | 9 – 3 | Hàn Quốc |
| ---- | ----- | -------- |
|      |       |          |

| Thái Lan | 1 – 10 | Iran |
| -------- | ------ | ---- |
|          |        |      |

### Bảng B
| Đội        | Tr | T | H | B | BT | BB | HS  | Đ |
| ---------- | -- | - | - | - | -- | -- | --- | - |
| Kazakhstan | 3  | 2 | 0 | 1 | 12 | 8  | +4  | 6 |
| Nhật Bản   | 3  | 1 | 2 | 0 | 14 | 11 | +3  | 5 |
| Uzbekistan | 3  | 1 | 1 | 1 | 18 | 12 | +6  | 4 |
| Malaysia   | 3  | 0 | 1 | 2 | 11 | 24 | −13 | 1 |

| Uzbekistan | 2 – 3 | Kazakhstan |
| ---------- | ----- | ---------- |
|            |       |            |

| Malaysia | 5 – 5 | Nhật Bản |
| -------- | ----- | -------- |
|          |       |          |

| Malaysia | 4 – 11 | Uzbekistan |
| -------- | ------ | ---------- |
|          |        |            |

| Kazakhstan | 1 – 4 | Nhật Bản |
| ---------- | ----- | -------- |
|            |       |          |

| Kazakhstan | 8 – 2 | Malaysia |
| ---------- | ----- | -------- |
|            |       |          |

| Nhật Bản | 5 – 5 | Uzbekistan |
| -------- | ----- | ---------- |
|          |       |            |

## Vòng đấu loại trực tiếp
|  | Bán kết                   | Bán kết  |                           |   | Chung kết | Chung kết |
|  |                           |          |                           |   |           |           |
|  | 9 tháng 3 – Kuala Lumpur  |          |                           |   |           |           |
|  |                           |          |                           |   |           |           |
|  | Iran                      | 5        |                           |   |           |           |
|  | Iran                      | 5        | 10 tháng 3 – Kuala Lumpur |   |           |           |
|  | Nhật Bản                  | 2        |                           |   |           |           |
|  | Nhật Bản                  | 2        | Iran                      | 9 |           |           |
|  | 9 tháng 3 – Kuala Lumpur  |          | Iran                      | 9 |           |           |
|  |                           | Hàn Quốc | 1                         |   |           |           |
|  | Kazakhstan                | Hàn Quốc | 1                         | 3 |           |           |
|  | Kazakhstan                |          |                           | 3 |           |           |
|  | Hàn Quốc                  | 8        |                           |   |           |           |
|  | Hàn Quốc                  | 8        | Tranh hạng ba             |   |           |           |
|  |                           |          |                           |   |           |           |
|  | 10 tháng 3 – Kuala Lumpur |          |                           |   |           |           |
|  |                           |          |                           |   |           |           |
|  | Nhật Bản                  | 2 (3)    |                           |   |           |           |
|  | Nhật Bản                  | 2 (3)    |                           |   |           |           |
|  | Kazakhstan (p)            | 2 (4)    |                           |   |           |           |

### Bán kết
| Iran | 5 – 2 | Nhật Bản |
| ---- | ----- | -------- |
|      |       |          |

| Kazakhstan | 3 – 8 | Hàn Quốc |
| ---------- | ----- | -------- |
|            |       |          |

### Play-off tranh hạng ba
| Nhật Bản          | 2 – 2 (s.h.p.) | Kazakhstan |
| ----------------- | -------------- | ---------- |
|                   |                |            |
| Loạt sút luân lưu |                |            |
|                   | 3 – 4          |            |

### Chung kết
| Iran | 9 – 1 | Hàn Quốc |
| ---- | ----- | -------- |
|      |       |          |

## Các giải thưởng
| Đội đoạt giải vô địch bóng đá trong nhà châu Á 1999 |
| --- |
| Iran Lần thứ 1 |
| Asghar Ghahremani, Masoud Seifi, Amir Farrashi, Mohammad Reza Heidarian, Abdollah Rezaeinejad, Babak Masoumi, Safar Ali Kazemi, Reza Rezaei Kamal, Ahmad Baghbanbashi, Alireza Afzal, Kazem Mohammadi, Ali Saneei |
| Huấn luyện viên trưởng: Hossein Shams |

- Vua phá lưới
  -  Kazem Mohammadi (18 bàn)
  -  Reza Rezaei Kamal (18 bàn)